# Disney UTV Digital
Disney UTV Digital est une société indienne née de la fusion des activités de la division UTV Interactive d'UTV Software Communications et des activités internet et jeux vidéo de The Walt Disney Company India.

## Historique
Le 2 août 2012, The Walt Disney Company India annonce réorganiser sa division interactive avec celle de sa nouvelle filiale UTV, qui prendra le nom DisneyUTV Digital. Les studios UTV Indiagames, UTV Ignition Entertainment et UTV True Games dépendent désormais de DisneyUTV Digital ainsi que les services Disney tels que Club Penguin.
Le 7 septembre 2012, Disney UTV Digital s'associe à Gameloft pour distribuer des jeux sur plateformes mobiles en Inde. Le 20 novembre 2012, Disney UTV Digital annonce devenir le distributeur des jeux EA Mobile en Inde et au Sri-Lanka.
Le 3 avril 2013, Disney UTV Digital lance une application smartphone d'information people liée à la plateforme UTV Stars.
Le 22 avril 2013, Disney UTV Digital lance quatre applications smartphone : UTV pour les productions associées, Disney pour des courts métrages d'animation, Comedy pour des vidéos comiques et Devotional pour les religions indiennes.
Le 26 mars 2014, Vodafone et la filiale interactive de Disney India signent un contrat de distribution de jeux et applications
Le 8 mai 2014, Disney annonce une réorganisation de sa filiale numérique en Inde comprenant plusieurs dizaines de licenciements.
Le 12 février 2015, Disney UTV Digital au travers d'Indiagames dévoile ICC Pro Cricket 2015, le jeu officiel multi-plateforme de la Coupe du monde de cricket de 2015.
Le 30 septembre 2016, la filiale 9Apps du groupe chinois Alibaba s'associe en Inde à Disney India pour héberger un catalogue de 300 jeux et applications pour le compte de Disney UTV Digital,.